# اوتوره
اوتوره (به لاتین: Oture) یک منطقهٔ مسکونی در سری‌لانکا است که در استان جنوبی (سری‌لانکا) واقع شده‌است.